# Раздольное (Новгородская область)
Раздольное — деревня в Марёвском муниципальном районе Новгородской области, входит в состав Моисеевского сельского поселения. На 1 января 2012 года постоянное население деревни — 8 человек. Площадь земель относящихся к деревне — 20,3 га. В деревне есть одна улица — Раздольная.
Раздольное находится на реке Озеречня, к северу от Моисеева и Марёва, на высоте 104 м над уровнем моря.

## История
В списке населённых мест Демянского уезда Новгородской губернии за 1909 год деревня Гадово (Озеречье) указана, как относящаяся к Моисеевской волости уезда (1 стана 3 земельного участка). Население деревни, что была тогда на земле Моисеевского сельского общества — 98 жителей: мужчин — 43, женщин — 55, число дворов — 12, число жилых строений — 16.
Население деревни Гадово по переписи населения 1926 года — 121 человек. Постановлением Президиума ВЦИК от 11 января 1926 года центр Моисеевской волости из села Марёво был перенесён в Моисеево. До 31 июля 1927 года деревня была в составе Моисеевской волости Демянского уезда Новгородской губернии РСФСР, а затем с 1 августа в составе Моисеевского сельсовета новообразованного Молвотицкого района Новгородского округа Ленинградской области. С ноября 1928 года в составе вновь созданного Марёвского сельсовета. По постановлению ЦИК и СНК СССР от 23 июля 1930 года Новгородский округ был упразднён, а район перешёл в прямое подчинение Леноблисполкому. С 6 сентября 1941 года до 1942…1943 гг. Молвотицкий район был оккупирован немецко-фашистскими войсками. Указом Президиума Верховного Совета РСФСР от 19 февраля 1944 года райцентр Молвотицкого района был перенесён из села Молвотицы в село Марёво. Указом Президиума Верховного Совета СССР от 5 июля 1944 года была образована Новгородская область и Молвотицкий район вошёл в её состав.
Во время неудавшейся всесоюзной реформы по делению на сельские и промышленные районы и парторганизации, в соответствии с решениями ноябрьского (1962 года) пленума ЦК КПСС «о перестройке партийного руководства народным хозяйством» с 10 декабря 1962 года был образован крупный Демянский сельский район, а административный Молвотицкий район 1 февраля 1963 года был упразднён. Марёвский сельсовет тогда вошёл в состав Демянского сельского района. Указом Президиума Верховного Совета РСФСР от 21 сентября 1964 года деревня Гадово была переименована в деревню Раздольная. Пленум ЦК КПСС, состоявшийся 16 ноября 1964 года восстановил прежний принцип партийного руководства народным хозяйством, после чего Указом Верховного Совета РСФСР от 12 января 1965 года сельские районы были вновь преобразованы в административные районы. Решением Новгородского облисполкома № 6 от 14 января 1965 года Марёвский сельсовет и деревня Раздольная вошли в Демянский район. В соответствие с решением Новгородского облисполкома № 706 от 31 декабря 1966 года Марёвский сельсовет и деревня из Демянского района были переданы во вновь созданный Марёвский район.
В соответствии с решением Новгородского облисполкома № 392 от 12 сентября 1984 года деревня включена в состав вновь образованного Моисеевского сельсовета. По результатам муниципальной реформы 2006 года деревня входит в состав муниципального образования Моисеевское сельское поселение Марёвского муниципального района (местное самоуправление), по административно-территориальному устройству подчинена администрации Моисеевского сельского поселения Марёвского района.

## Население
| 2010 | 2011 | 2012 | 2013 | 2014 | 2015 | 2016 |
| ---- | ---- | ---- | ---- | ---- | ---- | ---- |
| 2    | ↗8   | →8   | ↗9   | →9   | →9   | ↘8   |